# Kościół św. Krzyża w Bydgoszczy (1550–1834)
Kościół św. Krzyża – kościół szpitalny, który znajdował się w Bydgoszczy tuż za murami miasta i Bramą Poznańską w miejscu obecnych budynków nr 12 i 14 przy ul. Poznańskiej. Rozebrany w latach 1834–1840.

## Historia
Budowa kościoła szpitalnego św. Krzyża jest związana z rozwojem sieci przytułków dla chorych i ubogich w Bydgoszczy. W I połowie XVI wieku istniały w mieście cztery kościoły oraz dwa szpitale: św. Ducha na przedmieściu Gdańskim i św. Stanisława na przedmieściu Kujawskim.
Pierwsza wzmianka o kościele pochodzi z 1550 r. W tym czasie mieszkańcy przedmieścia Poznańskiego, szlachta i mieszczanie wystawili drewnianą kaplicę z przytułkiem dla chorych i ubogich. Uzyskała ona wezwanie Świętego Krzyża i św. Walentego. Prawo patronatu przysługiwało radzie miejskiej Bydgoszczy. W 1556 r. kościół został obwiedziony murem przez mieszczan.
W 1580 r. burgrabia zamku bydgoskiego Walenty Kołudzki ufundował murowane budynki kaplicy i szpitala. Uposażył on kościół sumą 2000 złotych polskich, zapisanych w księgach grodzkich na dobrach szlachcica Mruczyńskiego. Kołudzki będąc śmiertelnie chory dodał do tego 774 zł, które złożył w ręce Mruczyńskiego, po czym upoważnił do korzystania z tego biskupa. Zapisał także spichlerz, który dożywotnio użytkował szlachcic Mikołaj Pawłowski.
Z wizytacji biskupiej, przeprowadzonej w 1582 r. przez Hieronima Rozdrażewskiego wynika, że był to okazały, dwupiętrowy dom, kryty dachówką. Na parterze była sień, kuchnia i duża izba, zaś na piętrze pokoje dla chorych. Całość była ogrzewana piecem. Przylegała do niego kaplica, a na podwórzu był cmentarz. Pensjonariusze żywili się sami, a w piątki i niedziele wchodzili do miasta z koszami prosić o żywność. Kapelan lub prepozyt odprawiał trzy msze św. w tygodniu oraz dwie w niedziele i święta. Kościół został konsekrowany w 1582 r. przez biskupa kujawskiego Hieronima Rozdrażewskiego.
W wizytacji z 1596 r. zanotowano, że w szpitalu św. Krzyża mieszka 28 pensjonariuszy. Placówka posiadała ogród przy drodze do Poznania oraz dom na Chwytowie. Kaplica wyposażona była w jeden ołtarz oraz komplet sprzętów kościelnych. Święto kościoła było celebrowane w pierwszą niedzielę po 19 sierpnia.
W wizytacji z 1699 r. stwierdzono, że w kościele panuje schludność i porządek. Placówka była bogato uposażona czynszami: od 2000 złotych na dobrach Trzebień i Nieciszewo, od sumy 800 zł na dobrach Wojnowo i od sumy 1000 zł na kamienicach miejskich. Posiadała poza tym ogrody i łąki. Prepozyt ks. Jan Zubkiewicz, dziekan bydgoski odprawiał msze św. cztery razy w tygodniu dla chorych i wiernych z miasta, którzy przybywali do świątyni na dźwięk dzwonu na wieży kościelnej.
W XVIII wieku szpital z kaplicą św. Krzyża podupadł. Już w 1712 r. wzmiankowano, ze wymaga remontu, a w 1745 r. był zrujnowany. Prepozytami szpitala byli: w 1733 r. ks. Jan Bukowski, w 1744 r. ks. Wawrzyniec Dutkowski. W wizytacji z 1763 r. odnotowano, że w kaplicy znajdowała się księga Bractwa św. Walentego oraz pozłacany obraz Matki Boskiej Częstochowskiej. Od 1737 r. kościół posiadał indulgencję papieża Klemensa XII.
Szpital z kaplicą służył swoim celom do końca okresu staropolskiego. Rozebrano go w latach 1834–1840 w czasie przebudowy tej części miasta przez władze pruskie.

## Następca
W latach 1982–1990 na terenie Bydgoszczy wzniesiono nowy kościół pw. Świętego Krzyża.